# Миливоје Николајевић
Миливоје Ј. Николајевић (Београд, 21. јул 1861 — Београд, 19. јануар 1936) је био генерал српске и дивизијски генерал југословенске војске, ађутант краља, маршал двора, професор и управник Војне академије од 1921. до 1924. године.

## Биографија
Миливоје Николајевић рођен је 1861. године у Београду, са деветнаест година након завршене гимназије уписао је Артиљеријску школу Војне академије коју је завршио 1883. године када је и званично постао припадник Војске Србије. Постдипломске војне студије уписао је на École superieure militaire. Војну академију дипломирао је 1887. У својој војној каријери био је, између осталог, командант Краљевске гарде, ађутант краља, маршал двора, професор Војне академије, начелник штаба Одбране Београда 1915, војни изасланик Краљевине Србије у Лондону и Бриселу и начелник Војне академије.
Године 1896. постављен је за начелника Географског одељења, преживео је Први балкански рат, Други балкански рат и Први светски рат, након чега је служио као маршал Двора. Активна служба му је престала 1929.
Током Првог светског рата био је српски војни изасланик при британској влади у Лондону где је основан „Српски фонд за помоћ“ на чијем су челу били господин и госпођа Роберт Ситон-Вотсон и други добротвори. Ово удружење је учинило немерљиву услугу српским избеглицама које су у ратним годинама стигле на територију Британских острва. Друштво је прихватало српску децу и одмах их слало у школу у Кембриџ, Оксфорд, Винчестер, Шерборн и Лондон. Сва ова деца, са врло малим изузецима, издржавана су о трошку енглеског језика и дозвољено им је да наставе и заврше школовање. Ова компанија је такође свакодневно слала хуманитарне пошиљке у логоре за ратне заробљенике у којима су били заточени српски официри и војници у Немачкој, Аустроугарској и Бугарској.

## Радови
- Северна Стара Србија – Војино Географиска и Исторојска студија, Београд, 1892;[6]
- Општи део Географије Балканског полуострова, књига 1, Београд, 1904;[7]
- Географија Балканскога полуострова: Војина географија и источне Румелије, књига 2, Београд, 1904. Издавач: Штампарија Д. Димитријевића).[8]
- Србија и њени савезници. Догађаји с јесени 1915 године је на француски превео оригинални аутор који је течно говорио и писао француски.
- La Serbie et ses alliés. Les événements de l'automne 1915, Београд, Издавач: Штампарија Савеза професионалних занатилијских удружења, 1923);[9]
- За време светског рата у Лондону превео је и оригинални аутор који је течно говорио и писао француски;
- Pendant la Grande Guerre à Londre, Ратник ИВ, 1933);[9]

Писао је и уџбенике из војних наука – географије и статистике – за студенте Одељења 1894–1895 на Војној академији у Београду.